# 2873 Бінзел
2873 Бінзел (2873 Binzel) — астероїд головного поясу, відкритий 28 березня 1982 року.
Тіссеранів параметр щодо Юпітера — 3,604.